# Android application package

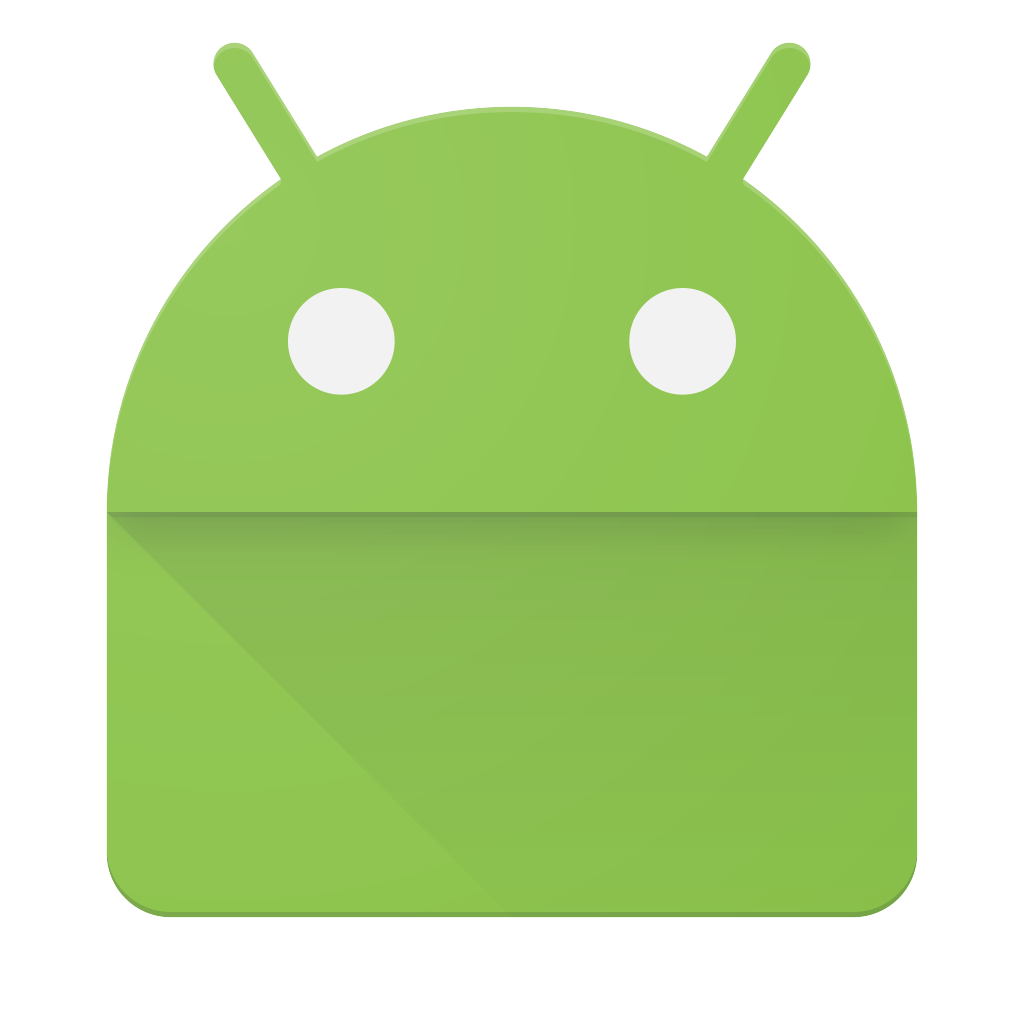
Ikona APK formátu (2014-2019)

Android Application Package (APK) je formát souboru balíčku, používaný operačním systémem Android pro distribuci a instalaci mobilních aplikací a middlewaru. APK je analogický s jinými softwarovými balíčky, jako je APPX v systému Microsoft Windows nebo balíček Debian v operačních systémech založených na Debianu. Aby se vytvořil soubor APK, je nejprve kompilován program pro Android, a poté jsou všechny jeho části zabaleny do jednoho kontejnerového souboru. Soubor APK obsahuje veškerý programový kód (například soubory .dex), prostředky,  certifikáty a soubor manifestu. Stejně jako v případě mnoha formátů souborů mohou mít soubory APK libovolný název za předpokladu, že název souboru končí příponou „.apk“. Soubory APK lze použít i k downgradování aplikací na starší verzi souborů.